# Pierre d'Hozier
Pierre d'Hozier, senhor de la Garde (10 de julho de 1592 – 1º de dezembro de 1660), foi um genealogista francês.

## Vida
Nasceu em Marselha. Pertencia à casa do Marechal de Créqui e o auxiliava em suas investigações genealógicas. Em 1616, iniciou algumas pesquisas extensas sobre a genealogia das famílias nobres do reino, trabalho no qual foi auxiliado por sua memória prodigiosa para datas, nomes e relações familiares, bem como por seu profundo conhecimento de heráldica. Em 1634, foi nomeado historiógrafo e genealogista da França, e em 1641 juge d'armes da França, um cargo que correspondia quase ao rei de armas Jarreteira na Inglaterra. Em 1643, foi empregado para verificar as reivindicações de nobreza dos pajens e escudeiros da casa real.
Acumulou um grande número de documentos, mas publicou relativamente pouco, sendo suas principais obras Recueil armorial des anciennes maisons de Bretagne (1638); Les noms, surnoms, qualitez, armes et blasons des chevaliers ct officiers de l'ordre du Saint-Esprit (1634); e as genealogias das casas de La Rochefoucauld (1654), Bournonville (1657) e Amanze (1659).

## Morte e legado
Morreu em Paris no dia 1º de dezembro de 1660. Na época de sua morte, suas coleções compreendiam mais de 150 volumes ou portfólios de documentos e papéis relacionados à genealogia das principais famílias da França.
Dos seus seis filhos, apenas dois lhe sobreviveram. Seu filho mais velho, Louis Roger d'Hozier (1634–1708), sucedeu-lhe como juge d'armes, mas ficou cego em 1675, e foi obrigado a entregar seu cargo ao irmão, Charles René d'Hozier.